# B-Sides & Rarities
B-Sides & Rarities ist ein Kompilationsalbum der US-amerikanischen Alternative-Metal-Band Deftones. Es erschien am 4. Oktober 2005 über Maverick Records.

## Entstehung
Bereits seit dem Frühjahr 2004 arbeitete die Band in ihrem Studioalbum Saturday Night Wrist, als im Herbst des Jahres interne Spannungen auftauchten. Die Musik war schon aufgenommen, jedoch zögerte Sänger Chino Moreno mit den Gesangsaufnahmen. Seiner Meinung nach enthielt die Musik zu wenig Experimente, während Gitarrist Stephen Carpenter meinte, dass Moreno keine Texte geschrieben hätte. Moreno brach daraufhin die Aufnahmen ab und ging mit seinem Nebenprojekt Team Sleep auf Tournee. Seine Bandkollegen hörten daraufhin sechs Monate lang nichts von ihrem Sänger und spielten mit dem Gedanken, Moreno aus der Band zu werfen.
Ihre Plattenfirma stellte daraufhin eine Kompilation aus B-Seiten, Coverversionen und raren Bonustracks zusammen. Dem Album ist eine DVD mit allen bis dahin veröffentlichten Musikvideos beigelegt. Offiziell wurde B-Sides & Rarities anlässlich des zehnjährigen Jubiläums ihres Debütalbums Adrenaline veröffentlicht. Als Gastsänger sind auf dem Album Jonah Matranga, Shaun Lopez und Chris Robyn von der Band Far, Michael Harris und Daniel Anderson von der Band Idiot Pilot sowie der Rapper B-Real von der Band Cypress Hill zu hören. 
Die Liveaufnahme der Coverversion If Only Tonight We Could Sleep von The Cure wurde im Rahmen der MTV-Sendung MTV Icon im Jahre 2004 aufgenommen. Darüber hinaus enthält die Kompilation akustische Versionen der bandeigenen Lieder Change (In the House of Flies), Be Quiet and Drive (Far Away) und Digital Bath, wobei letztgenannte eine Liveaufnahme ist. B-Sides & Rarities wurde von Terry Date und der Band produziert.

## Titelliste

### CD
Das Lied Night Boat ist nur bei iTunes zu hören.
| Nr. | Titel                                         | Gastmusiker                                     | Originalinterpret | Länge |
| --- | --------------------------------------------- | ----------------------------------------------- | ----------------- | ----- |
| 1   | Savory                                        | Jonah Matranga, Shaun Lopez & Chris Robyn (Far) |                   | 4:37  |
| 2   | Wax and Wane                                  |                                                 | Cocteau Twins     | 4:09  |
| 3   | Change (In the House of Flies) (Acoustic)     |                                                 |                   | 5:16  |
| 4   | Simple Man                                    |                                                 | Lynyrd Skynyrd    | 6:20  |
| 5   | Sinatra                                       |                                                 | Helmet            | 4:43  |
| 6   | No Ordinary Love                              | Jonah Matranga (Far)                            | Sade              | 5:34  |
| 7   | Teenager (Idiot Version)                      | Michael Harris & Daniel Anderson (Idiot Pilot)  |                   | 3:45  |
| 8   | Crenshaw Punch / I’ll Throw Rocks at You      |                                                 |                   | 4:49  |
| 9   | Black Moon                                    | B-Real (Cypress Hill)                           |                   | 3:18  |
| 10  | If Only Tonight We Could Sleep (Live)         |                                                 | The Cure          | 5:05  |
| 11  | Please, Please, Please Let Me Get What I Wand |                                                 | The Smiths        | 2:04  |
| 12  | Digital Bath (Acoustic Live)                  |                                                 |                   | 4:48  |
| 13  | The Chauffeur                                 |                                                 | Duran Duran       | 5:21  |
| 14  | Be Quiet and Drive (Far Away) (Acoustic)      | Jonah Matranga (Far)                            |                   | 4:32  |
| 15  | Night Boat                                    |                                                 | Duran Duran       | 4:38  |

### DVD
1. 7 Words
2. Bored
3. My Own Summer (Shove It)
4. Be Quiet and Drive (Far Away)
5. Change (In the House of Flies)
6. Back to School (Mini Maggit)
7. Digital Bath
8. Minerva
9. Hexagram
10. Blood Cape
11. Engine Number 9
12. Root

## Rezensionen
Johnny Loftus vom Onlinemagazin Allmusic beschrieb B-Sides & Rarities als „mehr als ein Überbleibsel“ und als „Dankeschön an die Fans“, die gleichzeitig „die kreative Mission der Deftones verstärkt“. Ayo Jegede vom Onlinemagazin Stylus bezeichnete die Kompilation als „durchschlagende Bemühung“ der „vielleicht smartesten Mitglieder der Nu-Metal-Bewegung“. „Bemerkenswerter“ wäre das Album für das, „was es nicht enthält statt für den tatsächlichen Inhalt“.

## Kommerzieller Erfolg

### Chartplatzierungen
| ChartsChartplatzierungen       | Höchstplatzierung | Wochen |
| ------------------------------ | ----------------- | ------ |
| Deutschland (GfK)              | 85 (1 Wo.)        | 1      |
| Österreich (Ö3)                | 54 (2 Wo.)        | 2      |
| Schweiz (IFPI)                 | 93 (1 Wo.)        | 1      |
| Vereinigte Staaten (Billboard) | 43 (3 Wo.)        | 3      |
| Vereinigtes Königreich (OCC)   | 100 (1 Wo.)       | 1      |

### Auszeichnungen für Musikverkäufe
| Land/Region                  | Auszeichnungen für Musikverkäufe (Land/Region, Auszeichnung, Verkäufe) | Verkäufe |
| ---------------------------- | ---------------------------------------------------------------------- | -------- |
| Vereinigtes Königreich (BPI) | Silber                                                                 | 60.000   |
| Insgesamt                    | 1× Silber ·                                                            | 60.000   |